# Gyula (palatino)
Gyula (in latino Jula, in ungherese Gyula; ... – Ungheria, 1099) è stato un nobile ungherese che ricoprì la carica di palatino (in latino palatinus comes) dal 1075 al 1090 circa, durante il regno di Géza I e poi di Ladislao I.

## Biografia
Stretto consigliere del re Géza I d'Ungheria, Gyula (Jula, Gula o Iula) viene nominato per la prima volta in veste di palatino d'Ungheria nell'atto di fondazione dell'abbazia di Garamszentbenedek (la moderna Hronský Beňadik, in Slovacchia) nel 1075. Nel documento Géza I si riferisce a Gyula come «il mio conte palatino» (in latino Jula comite meo palatino), circostanza che lascia dedurre le condizioni politiche esistenti dell'epoca, con il rivale di Géza, Salomone, che nella parte più occidentale del regno da lui governata aveva anch'egli nominato un palatino nella sua corte reale. Giulio mantenne la sua posizione per gran parte del regno di Ladislao I, che salì al trono ungherese nel 1077. Il nome di Gyula («Gula») compare tra i testimoni della carta del principe Davide intorno al 1089 o 1090, che donò diverse terre e peschiere all'abbazia di Tihany.
La lettera di Feliciano, arcivescovo di Strigonio del 1134, che racconta in dettaglio la fondazione della diocesi di Zagabria, menziona anche che Giulio era presente durante la stipula dell'atto in qualità di palatino. La storiografia ungherese e croata non concorda sulla data di fondazione della diocesi. Lo storico ungherese Bálint Hóman ha ritenuto che l'istituzione sia avvenuta prima della campagna ungherese nel regno di Croazia del 1091 (molto probabilmente tra il 1087 e il 1090), dopo averne analizzato i partecipanti, tra cui Gyula, dato che un certo Pietro era già stato nominato palatino d'Ungheria nel 1091. Lo storico croato Ferdo Šišić ha rigettato la teoria di Hóman, ritenendo che il territorio della Slavonia appartenesse al regno di Croazia prima dell'invasione di Ladislao. Šišić ha sostenuto che è possibile che il palatino Gyula, citato per la prima volta in questa veste nel 1075, non corrispondesse all'omonimo personaggio presente durante la fondazione della diocesi di Zagabria. Šišić ha fatto risalire la data del processo al 1094, considerando anche il fatto che in quell'anno Gyula viene nuovamente menzionato come palatino. Dal canto suo, Tamás Körmendi ha affermato che la fondazione avvenne nel 1089 o 1090.

### Morte
Gyula, come già detto, fu rimosso dalla carica di palatino da Pietro nel 1091.  Tuttavia, preservò una propria influenza nella corte reale grazie al titolo onorifico di comes, e fu anche un consigliere di Colomanno d'Ungheria. Secondo la Chronica Picta, il comes Gyula («Iula») partecipò alla campagna del re magiaro condotta contro la Rus' di Kiev nel 1099. Combatté nell'assedio di Peremyshl (l'attuale Przemyśl, in Polonia) e nella successiva battaglia contro i Cumani, dove l'esercito ungherese fu sonoramente sconfitto. Giulio, sebbene colpito a un piede, sopravvisse, ma morì per via di questa ferita dopo il suo ritorno in Ungheria.